# استاد جدید فرقه کونگ‌فو ۱
استاد جدید فرقه کونگ‌فو ۱ (انگلیسی: New Kung Fu Cult Master 1) یک فیلم ووشیا محصول سال ۲۰۲۲ هنگ کنگی-چینی به کارگردانی وانگ جینگ و ونوس کیونگ است که از رمان جین یونگ اقتباس شده‌است. در این فیلم، لوئیس کو، دانی ین، لم فونگ، جانیس من، یون کیانکیان و سابرینا کیو به ایفای نقش پرداخته‌اند.
این فیلم در ۲۸ ژانویه ۲۰۲۲ در سنگاپور اکران شد، در حالی که در ۳۱ ژانویه ۲۰۲۲ در چین بر روی پلتفرم‌های پخش منتشر شد. و قسمت دوم این فیلم در ۳ فوریه با عنوان استاد جدید فرقه کونگ‌فو ۲ منتشر شد.

## داستان
استاد وودانگ ژانگ کویشان در جزیره یخ و آتش شانگری-لا به همراه خانواده‌اش به دور از اختلاف و خونریزی زندگی می‌کند. اما وقتی وودانگ به دست افرادی که در کمین او بودند کشته می‌شود، پسر کوچکش ژانگ ووجی را تنها و یتیم رها می‌کند. حال ژانگ ووجی به‌طور ناخواسته به رقابت میان فرقه‌های مختلف در جهان هنرهای رزمی کشیده شده به امید اینکه بتواند انتقام پدرش را بگیرد. وی در حالی که برای نبرد با فرقه مینگ و ارتش شورشی آماده می‌شود، سبک خاص خود را در هنرهای رزمی ایجاد کرده و…